# Station Kinding (Altmühltal)
Station Kinding (Altmühltal) is een spoorwegstation in de Duitse plaats Kinding.  Het station werd in 2006 geopend aan de Hogesnelheidslijn Nürnberg - Ingolstadt - München. 